# بایبنا د آنیا
بایبنا د آنیا (به اسپانیایی: Vallbona d'Anoia) یک شهرستان در اسپانیا است که در کاتالونیا واقع شده‌است.

## خصوصیات
بایبنا د آنیا ۶٫۴۵ کیلومترمربع مساحت و ۱٬۳۳۷ نفر جمعیت دارد و ۲۸۹ متر بالاتر از سطح دریا واقع شده‌است.